# Suniário I de Barcelona
Suniário I (Suñer I ou Sunyer I) (890 — Mosteiro de Sant Pere de Rodes, 15 de outubro de 950) foi Conde de Ausone, Girona e Barcelona.

## Relações familiares
Foi filho de Vifredo I de Barcelona (830 — 21 de Agosto de 897) e de Guinilda de Barcelona.
Segundo alguns historiadores terá tido uma 1ª mulher, que poderá ter sido uma amante de quem não teve filhos. Dois seus dois casamentos registados, o 1º foi em 914 com Aimildis de Gevaudan de quem teve:
1. Gudinilda de Barcelona (915 - 960), casada com Hugo I de Ruergue, conde de Quercy.

O segundo casamento foi com Riquilda de Ruergue (c. 880 - 954), filha de Armengol de Ruergue e Tolosa, de quem teve:
1. Borel II de Barcelona, conde de Barcelona, Girona e Urgell (927 — 30 de setembro de 992) foi casado duas vezes, o primeiro casamento foi com Luitegarda de Toulouse, filha esta de Raimundo Pôncio de Tolosa e Ruergue, Marquês da Gótia (923), Conde da Auvérnia, Duque da Aquitânia, o 2º casamento foi com Aimerudis de Auvérnia.
2. Armengol de Osona, conde de Osona (925 — 943).
3. Miro de Barcelona, (926 -  966) conde de Barcelona.
4. Vifredo de Barcelona (? — 986).
5. Adelaide de Barcelona (928 — 955), abadessa no Mosteiro de San Juan de Ripoll.